# Джоанна Боброва
Йоанна Боброва, Йоанна Бобр-Піотровіцька, пол. Joanna Bobrowa (дівоче Морзковська) герба Слєповрон (нар. 1807, Краків, Польща — 4 травня 1889, Варшава, Польща) — муза польських поетів митців романтиків, Зигмунта Красіньського, Юліуша Словацького та Фридерика Шопена.

## Життєпис
Вона народилася як дочка маршалка дворянства Францишека Морзковського, герба Слєповрон та Джоанни Морзковської (дівоче Чеховська). Її батьки дбали, щоб Джоанна навчилася вільно розмовляти французькою мовою. У 1824 році її видали заміж за власника Загаєць в повіті кременецькому, Теодора Міхала Бобра-Піотровіцького, герба Пилява, з яким вона мала двох дочок — Людвіку та Зофію.

### Стосунки із Зигмунтом Красінським
У 1834 році Джоанна Боброва зустріла Зигмунта Красіньського в Римі, куди вона поїхала відновити погіршене здоров'я. Поет присвятив їй свої перші видання «Небесної комедії» та «Іридіона». У 1838 р. під тиском батька, генерала Вінцентія Красіньського він закінчив романтичні стосунки з Бобровою. Ось як писав Красінський про їхні стосунки у листі до свого друга Генрі Ріва 25 серпня 1838 року: 
 Я жив життям, прикрашеним поезією дивних моментів, затьмарених неприємними ситуаціями, життям, яке піднімається до трагедії, а потім потрапляє у небуття, життям, сплетеним від захоплення і обурення, слабкості та піднесення, від блаженства такого роду, як мода, стрічка, плітки та серйозні речі, урочисті як спокушання, любовне сп'яніння, турботи доброчесної жінки, яка пожертвувала собою, ненавидівши чоловіка, який є її чоловіком, тисячу страхів від несподіваності і помсти, тисяча очікувань щастя, сотня розчарувань і одного разу виконання, врешті відчай, звичайне закінчення подібної драми, де — як каже Бальзак — «дві прекрасні душі» роз'єднані всім, що називається законом, і з'єднані всіма спокусами природи. [. . . ] Обставини ставали дедалі нестерпними. Чоловік став підозрілим, ревнивим, неспокійним. Нарешті ми розлучилися.. 
Шлюб з Теодором після цих подій розпався, і Джоанна та її дочки виїхали за кордон.

### Стосунки з Юліушем Словацьким
Знайомство Джоанни та Юліуша розпочалося ще в 1831 році в Дрездені, проте лише після зустрічі в Парижі 1840 року Словацький подарував їй романтичне почуття. У квітні 1841 року тоді 32-річний Словацький поїхав за Джоанною до Франкфурта. Тим часом сам Красинський, близький друг Словацького, радив йому: 
 Повірте, якщо ви не хочете, щоб колись гірко пошкодувати про минуле, станьте її другом [Джоанни], і не хочете, щоб серце, яке розбилося і вмерло, піднялося, щоб ви стали привидом … У дружбі ви будете щасливі, кохані, відплачені, але любов, така любов, стане гіркотою для вас обох. 
 Боброва та Словацький залишилися друзями до смерті поета. Словацький моделював Джоанну постать Ідалії з Фантазії, він також написав вірш «Пані Джоанна Боброва», увіковічивши цим самим постать на сторінках польської літератури.